# 시신경교차
시신경교차(視神經交叉,chiasma opticum)는 눈의 망막에서 시작되는 좌우의 시각 신경이 뇌에 도달한 곳에서 좌우가 교차하는 것을 가리키거나 또는 이러한 시신경 섬유다발 또는 시신경 섬유다발이 시상하부와 연결되는 시상하부의 부위를 가리킨다.

## 시신경교차함요
시신경교차함요(視神經交叉陷凹)는 셋째 뇌실 바닥의 앞쪽에서 시신경 교차 앞으로 뇌실이 오목하게 뻗어 내려간 부분이다.

## 같이 보기
- 시신경교차상핵
- 누두경